# 15-ös busz (Székesfehérvár)
A székesfehérvári 15-ös jelzésű autóbusz a Csapó utca és az Amerikai fasor forduló között közlekedik. A legtöbb menet nem megy végig a vonalon, csak az Angol utcáig. Elágazójárata 15Y jelzéssel a Csapó utca és a Logisztikai Központ között jár, útvonaluk az Őrhalmi szőlők megállóig megegyezik. A viszonylatot a Volánbusz üzemelteti.

## Útvonala
A zárójelben lévő szakaszt csak az Amerikai fasor fordulóig közlekedő menetek érintik.
| Angol utca felé | Csapó utca felé |
| Amerikai fasor forduló felé | Csapó utca felé |
| --- | --- |
| Csapó utca vá. – Selyem utca – Piac tér – Vörösmarty tér – Széchenyi utca – Szárcsa utca – Sárkeresztúri út – Holland fasor – Amerikai fasor – Angol utca vá. (– Amerikai fasor – Sóstó út – Amerikai fasor forduló vá.) | (Amerikai fasor forduló vá. – Sóstó út – Amerikai fasor –) Angol utca vá. – Amerikai fasor – Holland fasor – Sárkeresztúri út – Szárcsa utca – Széchenyi utca – Vörösmarty tér – Piac tér – Palotai út – Halász utca – Csapó utca vá. |

## Megállóhelyei
| 15 (Csapó utca – Angol utca)                           | 15 (Csapó utca – Angol utca)             | 15 (Csapó utca – Angol utca)             | 15 (Csapó utca – Angol utca)             | 15 (Csapó utca – Angol utca)             | 15 (Csapó utca – Angol utca) | 15 (Csapó utca – Angol utca)                                                                  | 15 (Csapó utca – Angol utca)             |
| 15 (Csapó utca – Amerikai fasor forduló)               | 15 (Csapó utca – Amerikai fasor forduló) | 15 (Csapó utca – Amerikai fasor forduló) | 15 (Csapó utca – Amerikai fasor forduló) | 15 (Csapó utca – Amerikai fasor forduló) | 15 (Csapó utca – Amerikai fasor forduló) | 15 (Csapó utca – Amerikai fasor forduló)                                                      | 15 (Csapó utca – Amerikai fasor forduló) |
| Perc (↓)                                               | Perc (↓)                                 | Megállóhely                              | Perc (↑)                                 | Perc (↑)                                 | Átszállási kapcsolatok | Létesítmények                                                                                 |                                          |
| ------------------------------------------------------ | ---------------------------------------- | ---------------------------------------- | ---------------------------------------- | ---------------------------------------- | --- | --------------------------------------------------------------------------------------------- | ---------------------------------------- |
| 0                                                      | 0                                        | Csapó utca végállomás                    | 18                                       | 20                                       | 11A, 12A, 13A, 15Y, 17, 42, 43, 44 | Tolnai Utcai Általános Iskola                                                                 |                                          |
| 2                                                      | 2                                        | Autóbusz-állomás                         | 16                                       | 18                                       | 10, 11, 11A, 12, 12A, 12Y, 13, 13A, 13G, 13Y, 14, 14G, 15Y, 26, 26A, 26G, 27, 36, 37, 38, 40, 41, 42, 43, 44 707, 718, 747, 748, 749, 750, 751, 757, 758, 759, 8000, 8001, 8002, 8010, 8011, 8013, 8030, 8032, 8033, 8035, 8037, 8039, 8040, 8046, 8047, 8048, 8049, 8050, 8055, 8060, 8062, 8065, 8066, 8067, 8068, 8069, 8070, 8078, 8080, 8086, 8090, 8092, 8093, 8095, 8096, 8097, 8098, 8099 1172, 1173, 1174, 1204, 1205, 1215, 1229, 1507, 1510, 1512, 1529, 1563, 1706, 1707, 1734, 1758, 1803, 1808, 1809, 1822, 1823, 1824, 1826, 1840, 1841, 1842, 1843, 1844, 1845, 1853 | Autóbusz-állomás, Alba Plaza, Belváros                                                        |                                          |
| 4                                                      | 4                                        | Református Általános Iskola              | 14                                       | 16                                       | 11, 11A, 11G, 12, 12A, 12Y, 13, 13A, 13G, 13Y, 15Y, 22, 23, 23E, 24, 25, 26, 26A, 36, 37, 38, 40, 41, 43, 44 | Református templom, Talentum Református Általános Iskola, József Attila Kollégium             |                                          |
| 6                                                      | 6                                        | Horvát István utca                       | 12                                       | 14                                       | 11, 11A, 11G, 12, 12A, 12Y, 15Y, 40, 41 8040, 8046, 8047, 8048, 8049 |                                                                                               |                                          |
| 8                                                      | 8                                        | Szárcsa utca                             | 10                                       | 12                                       | 15Y |                                                                                               |                                          |
| 10                                                     | 10                                       | Juharfa utca                             | 8                                        | 10                                       | 12, 12A, 15Y | Fejérvíz Zrt.                                                                                 |                                          |
| 11                                                     | 11                                       | Domb utca                                | 7                                        | 9                                        | 12, 12A, 15Y |                                                                                               |                                          |
| 12                                                     | 12                                       | Őrhalmi szőlők                           | 6                                        | 8                                        | 12, 12A, 15Y 8040, 8046, 8048, 8049 |                                                                                               |                                          |
| 14                                                     | 14                                       | Sóstói bevásárlóközpont                  | 4                                        | 6                                        | 11A, 12, 12A | Auchan                                                                                        |                                          |
| 15                                                     | 15                                       | Holland fasor 6.                         | 3                                        | 5                                        | 11A | Philips, Jüllich Glas, Decathlon, Alba-Zöchling Kft., Győri Keksz Kft., General Plastics Kft. |                                          |
| 16                                                     | 16                                       | Holland fasor 15.                        | 2                                        | 4                                        | 11A | Grundfos, Fémforg Kft.                                                                        |                                          |
| 17                                                     | 17                                       | Holland fasor / Amerikai fasor           | 1                                        | 3                                        | 11A | Denso, Harman Becker Kft.                                                                     |                                          |
| 18                                                     | 18                                       | Angol utca vonalközi végállomás          | 0                                        | 2                                        | | Transdanubia Zrt.                                                                             |                                          |
| Egyes menetek az Amerikai fasor fordulóig közlekednek. |                                          |                                          |                                          |                                          | |                                                                                               |                                          |
| 19                                                     | ∫                                        | Osztrák utca                             | ∫                                        | 1                                        | | Ablakszerker Kft., Extremplast Bt.                                                            |                                          |
| 20                                                     | ∫                                        | Amerikai fasor forduló végállomás        | ∫                                        | 0                                        | | Flaga Hungária Kft.                                                                           |                                          |